# Пшибыльский, Чеслав
Чеслав Пётр Пшибыльский (пол. Czesław Piotr Przybylski, 19 мая 1880, Варшава — 14 января 1936, там же) — польский архитектор.

## Биография
Родился 19 мая 1880 году в Варшаве. В 1904 году окончил строительный факультет Варшавского политехнического университета. В 1904—1906 годах учился в Парижской школе искусств. В 1906—1908 годах работал в архитектурном бюро профессора Макса Лэнгера в Карлсруэ. C 1908 года работал архитектором в Варшаве самостоятельно.
Принадлежал к варшавскому Кругу архитекторов. Член Общества опеки памятников прошлого. Входил в комитет, который занимался реставрацией здания общества — часовни Баричков на рынке в Варшаве (1911—1912 годы). С 1931 года был членом совета варшавского Института пропаганды искусства.

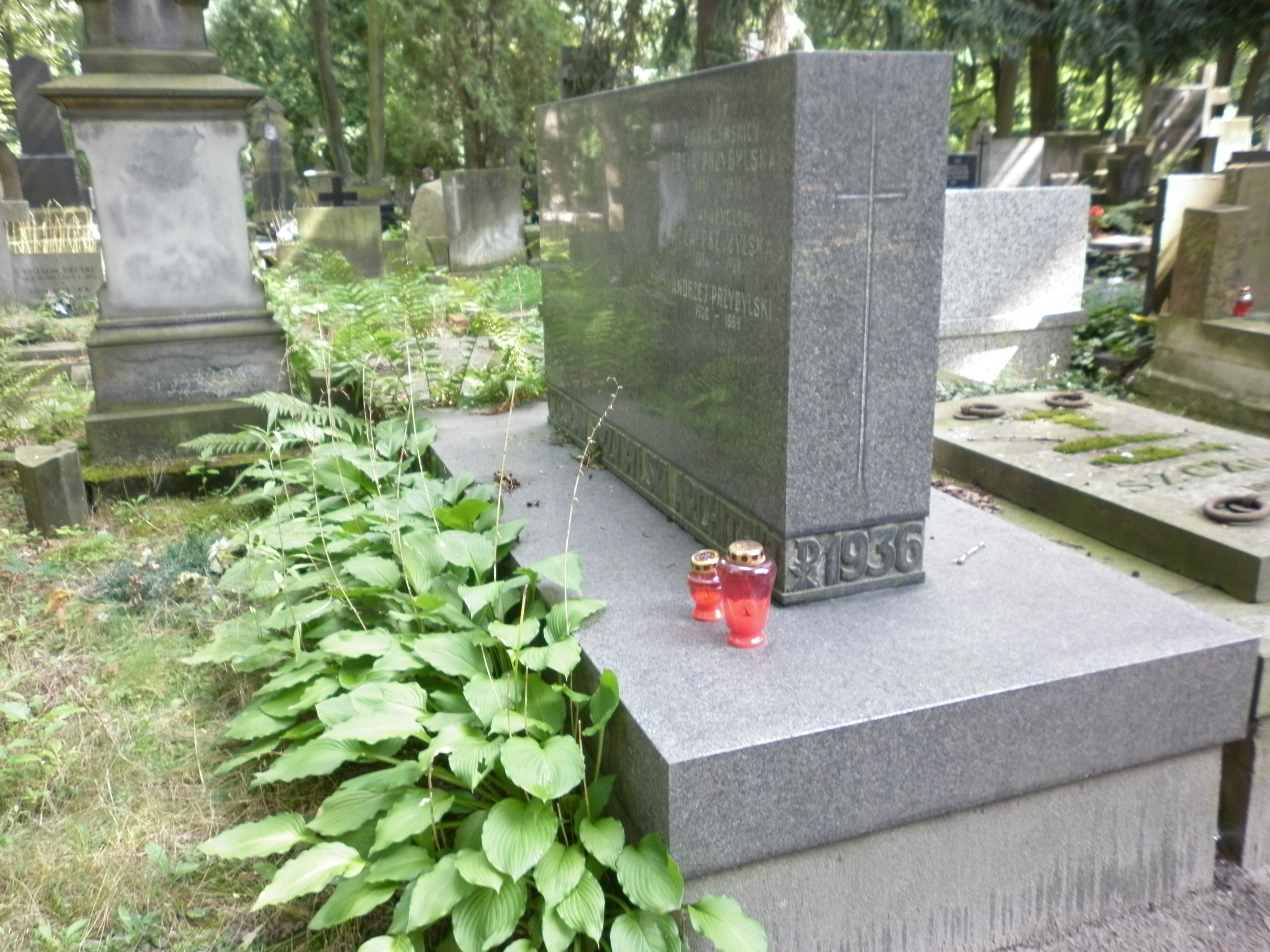
Могила Пшибыльского на кладбище Старые Повонзки

В 1906 году журнал «Architekt» публиковал дипломную работу Пшибыльского под руководством Николая Толвинского — проект дома инвалидов. Экспонировал работы в декабре 1908 — в январе 1909 года на пятой выставке Общества поощрения изящных искусств в Варшаве.
Член жюри конкурса проектов полихромии костёла в Каменец-Подольском (1912), озеленения города-сада Зомбки (1913), рабочей колонии в Страховице (1920), костёла святого Роха в Белостоке (1926), Государственной промышленно-ремесленной школы в Познани (1927), Фонда военного квартирования на эскизные проекты жилых домов в Бельске и Кракове (1929), выставочного павильона Института пропаганды искусства в Варшаве (1931).
Получил 5 ноября 1935 года золотые Академические лавры за «выдающиеся заслуги в польском искусстве». Отмечен посмертно Командорским крестом Ордена Возрождения Польши.
Умер 14 января 1936 года в Варшаве. Похоронен на Повонзковском кладбище, поле 198-II-4.

## Работы
- Проект костёла в стиле «свойскому» в селе Орлув-Муровани Люблинского воеводства. Получил первое место на конкурсе 1910 года. Соавтор Здислав Калиновский[16].
- Проект виллы как польского павильона для юбилейной международной выставки в Риме 1910 года. Получил третье место на отборочном конкурсе. Соавтор Здислав Калиновский[17].
- Третье место на конкурсе проектов парцелляции имении Зомбки под Варшавой (1912)[18].
- Первое место за проект театра в Вильнюсе в 1912 году[19].
- Восстановление после пожара Театра Народовы в Варшаве. Проект, выбранный на конкурсе, реализовывался в 1921—1924 годах. Здание приспособлено к новым требованиям пожарной безопасности. Количество мест увеличено с 800 до 1000, выполнено новое убранство интерьеров. Сохранён первоначальный вид главного фасада, создано два входные вестибюля от Театральной площади и от улицы Вежбовой. Почти вдвое увеличен размер сцены, а в её конструкциях использование воспламеняющихся материалов сведено к минимуму. Достроены дополнительные помещения гардеробов и складов декораций[20].
- Проект Городского театра в Лодзи в упрощённых формах классицизма (1924 год, по другим данным, 1923 год[21]) должен был появиться на месте парка им. Монюшко, напротив вокзала Лодзь-Фабричная. Были начаты земляные работы, но из-за нехватки средств строительство приостановлено[22].
- Перестройка старых российских казарм на улице Нововейская в Варшаве в здание Министерства военных дел (1923)[23].
- Проект кафедрального костёла в Катовицах. Получил почётное упоминание жюри на конкурсе в апреле 1925 года[24].
- Проект «Дома репрезентационного» в Лодзи в стиле модерн получил первое место на конкурсе 1927 года. Должен был стать продолжением дома магистрата. Не реализован[22].
- Третье место на конкурсе проектов за проект здания Министерства иностранных дел Польши в Варшаве (1929)[25].
- Главный вокзал на Иерусалимских аллеях в Варшаве, построенный по конкурсному проекту 1929 года, где был отмечен премией. Уничтожен во время Второй мировой войны[26].
- Жилые дома для унтер-офицеров в местности «Прага» в Варшаве (1930)[27].
- Проект храма Провидения Божия в Варшаве представлен на втором (закрытом) конкурсе в 1931 году[28]. Французский журнал "L’Architecture d’aujourd’hui" № 5 за 1932 год опубликовал 4 иллюстрации проекта[29].
- Вилла Густава Вертгайма на Крулевской Гуре в Констанцине (1933)[30].
- Дом Фонда военного квартирования на улице Краковское предместье, 11 в Варшаве, прозванный «Домом без граней» (пол. Dom bez Kantów)[31]. Проект выбран в 1933 году на закрытом конкурсе[32].
- Проект Музея земли поморской[что?] на улице Грудзёндзькоё в Торуни. Созданный для закрытого конкурса 1935 года. Через изменение локализации однако конкурс не состоялся[33].
- Костел святого Станислава Епископа в селе Пусткув-Оседле. Проект 1938 года реализован в феврале 1939 года. Соавтор Здислав Монченский[34].
- Здание Института химических исследований Варшавского политехнического университета[35].
- Ряд домов в Варшаве на улицах Торговой, Ратушовей, Ягеллонской[36].

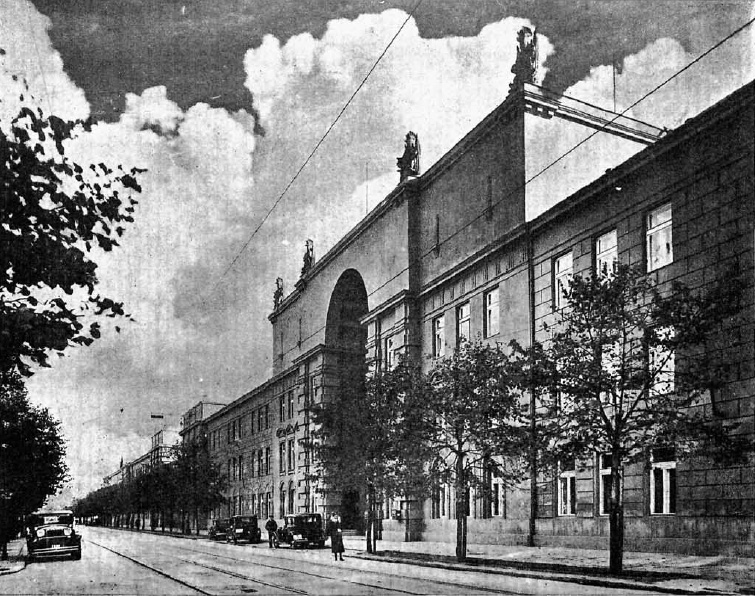
Дом Военного министерства в Варшаве (1923)
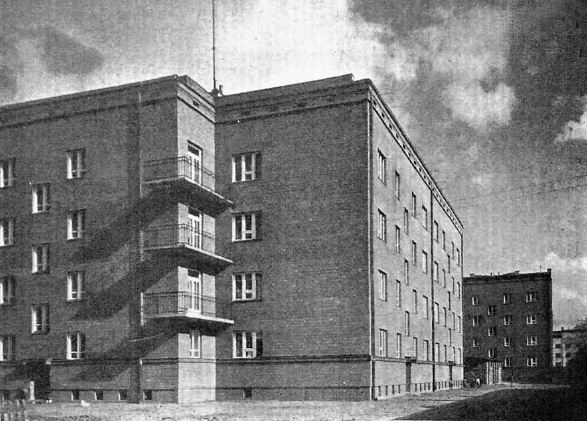
Дом в местности Прага, около Варшавы (1930)
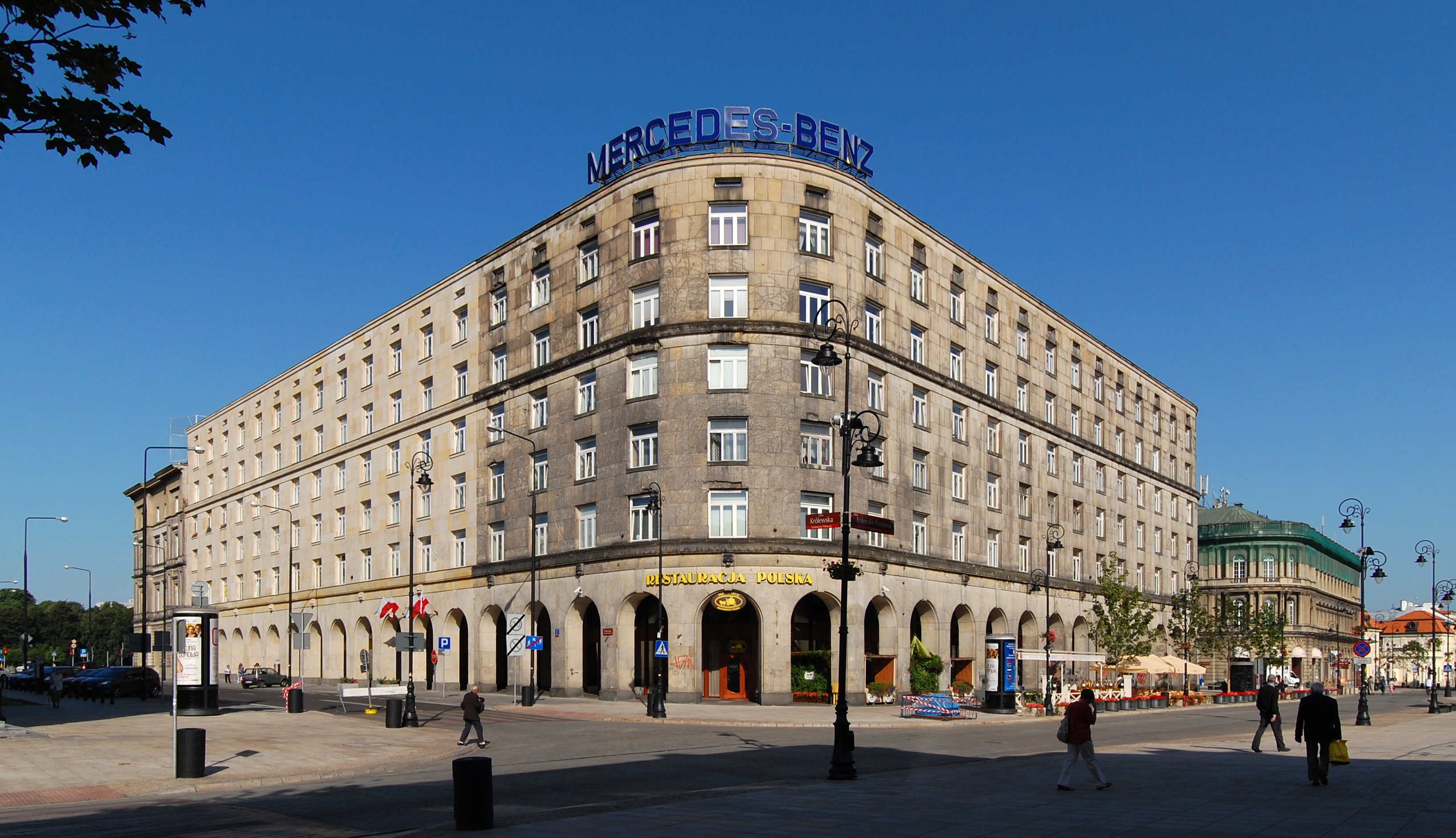
Дом на улице Краковского предместья (1933)
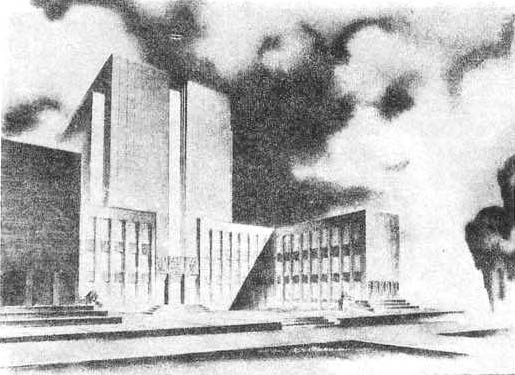
Проект Музея земли поморской в Торуне (1935)